# Hjo–Stenstorps Järnväg

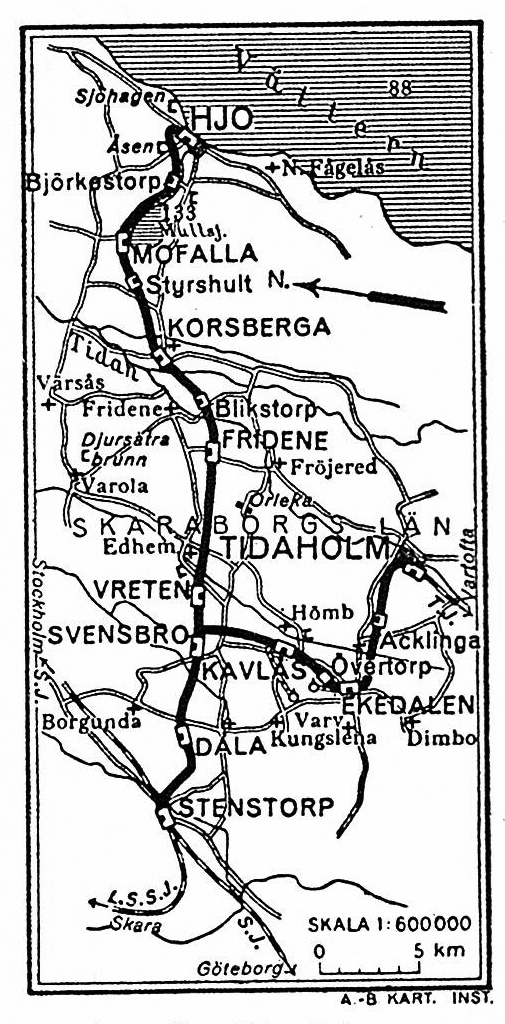
Hjo-Stenstorps-Järnväg-(HSJ)

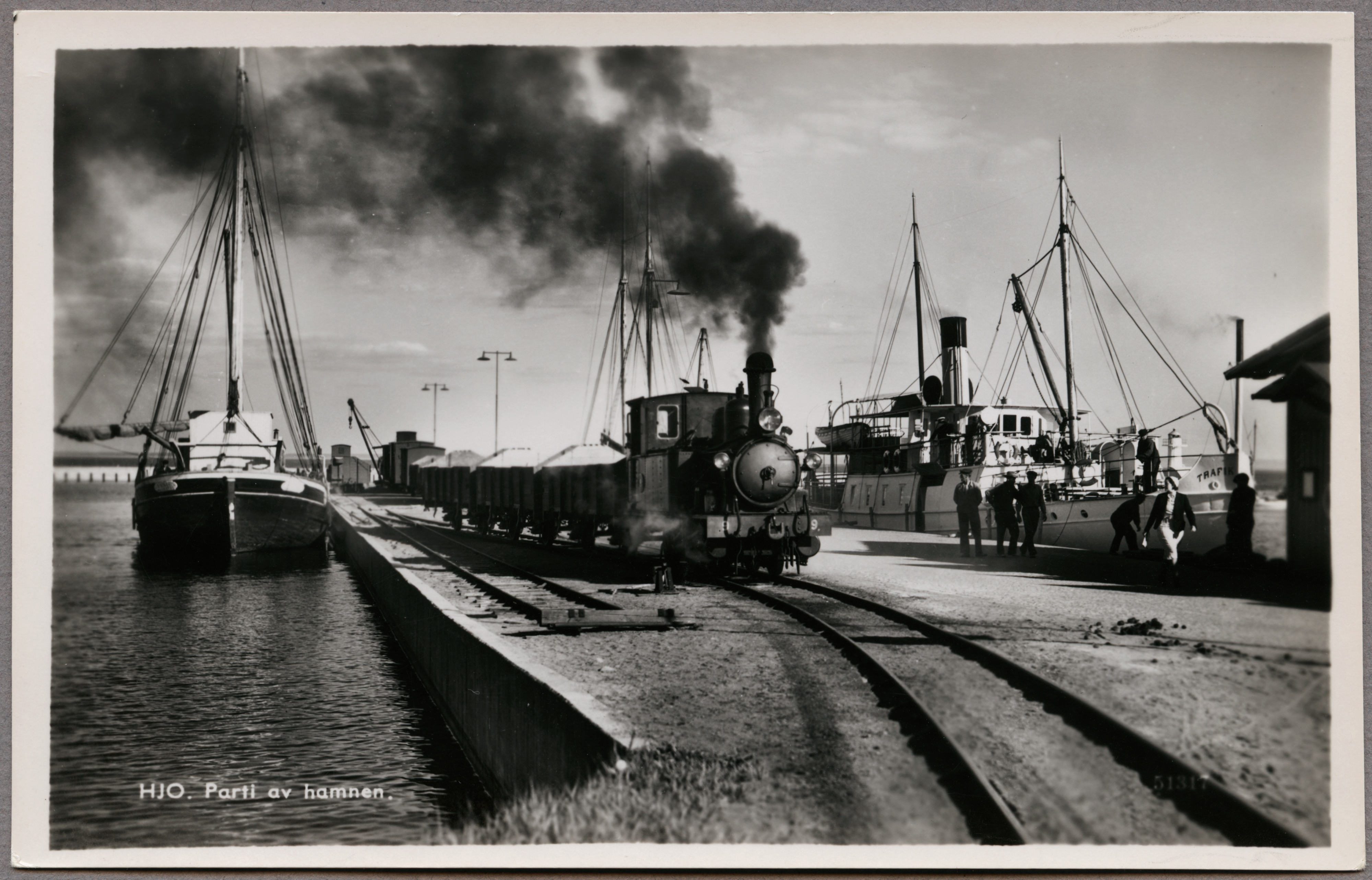
Lok nr 9 Wreten, tillverkat 1906 av Nydqvist & Holm, och S/S Trafik i Hjo hamn

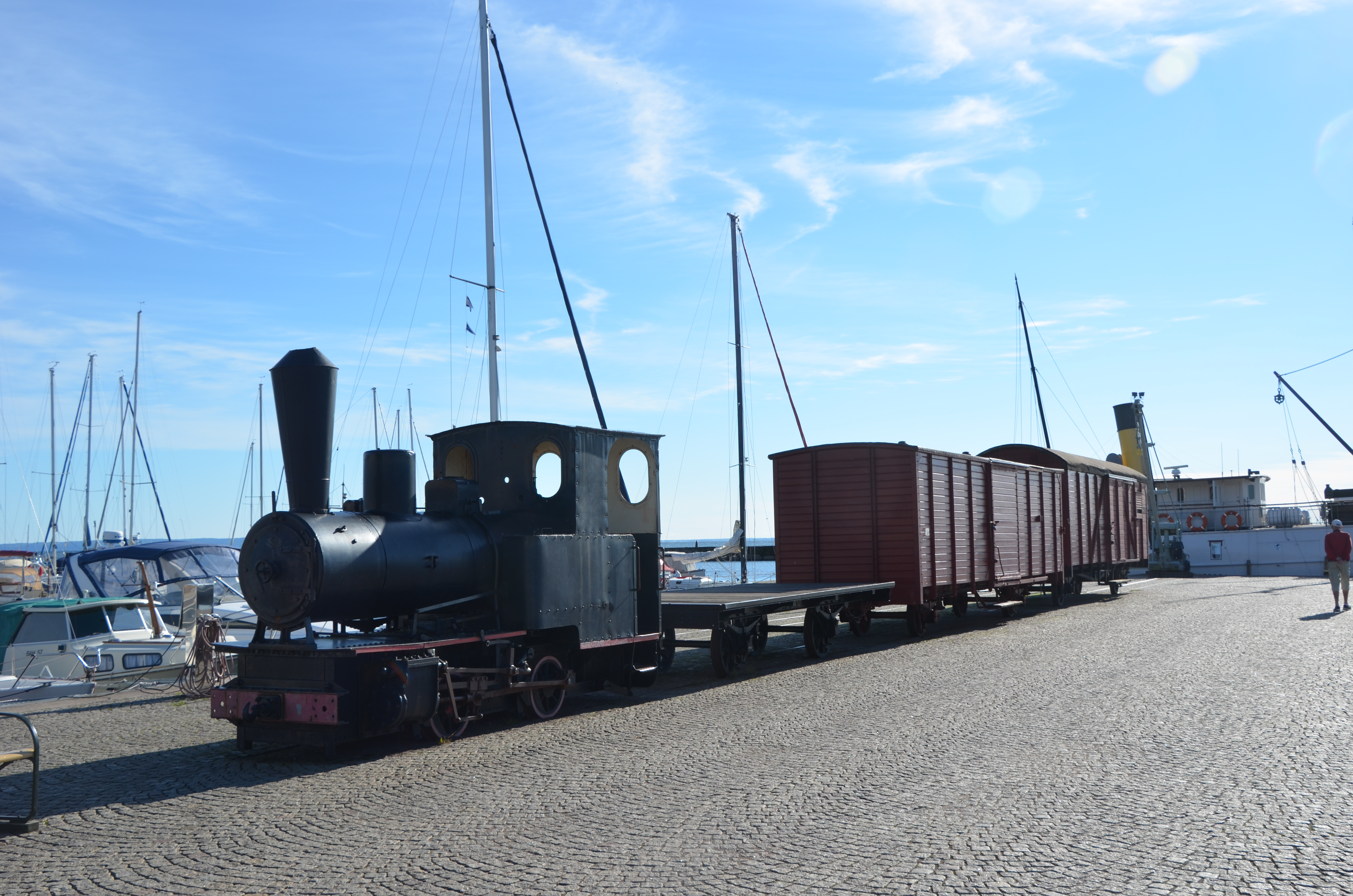
Tåg, med lok tillverkat av Orenstein & Koppel i Berlin 1937, på rest av stickspåret till den centrala hamnpiren i Hjo hamn

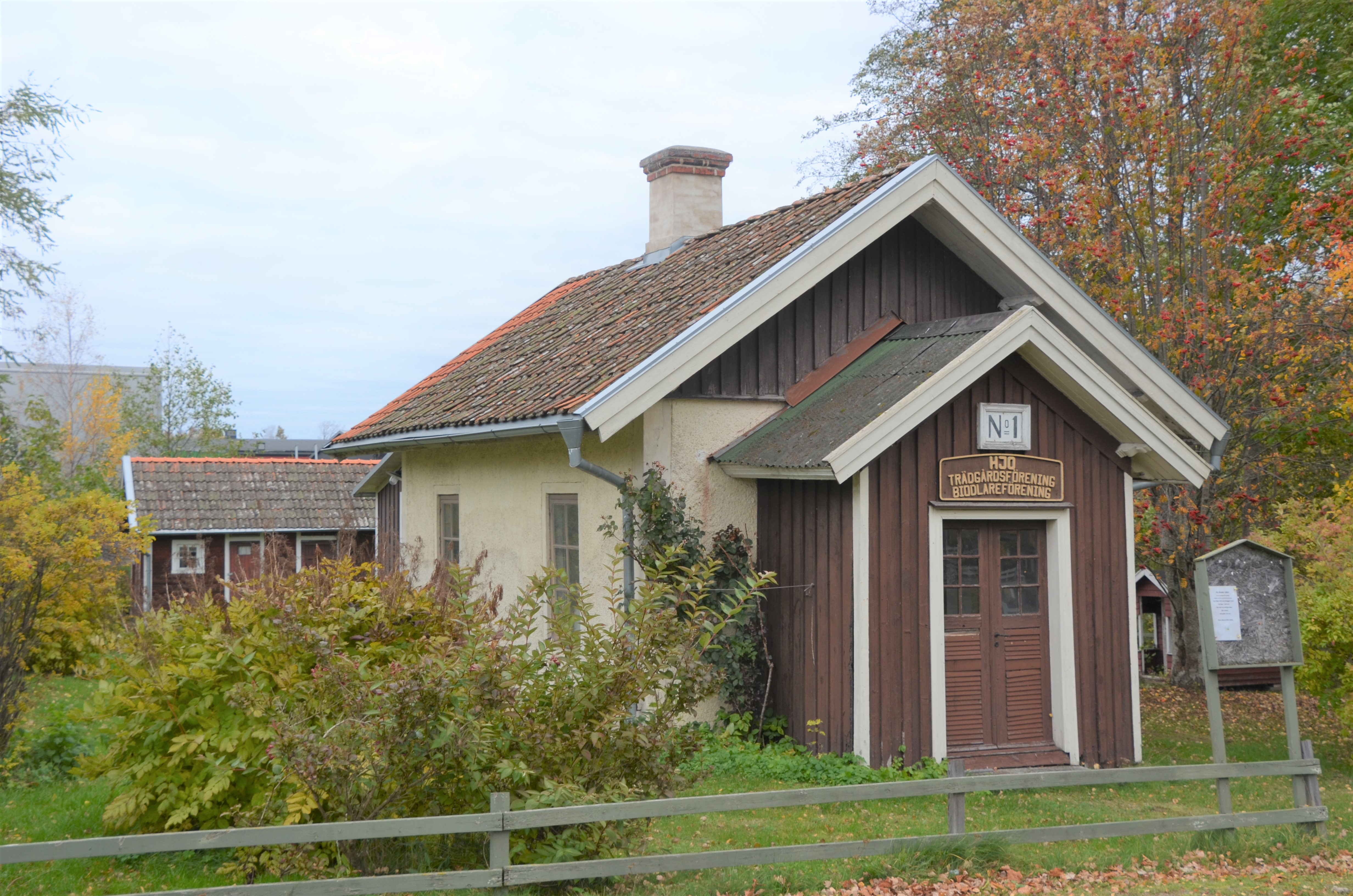
Åsens banvaktstuga vid Skövdevägen i Hjo

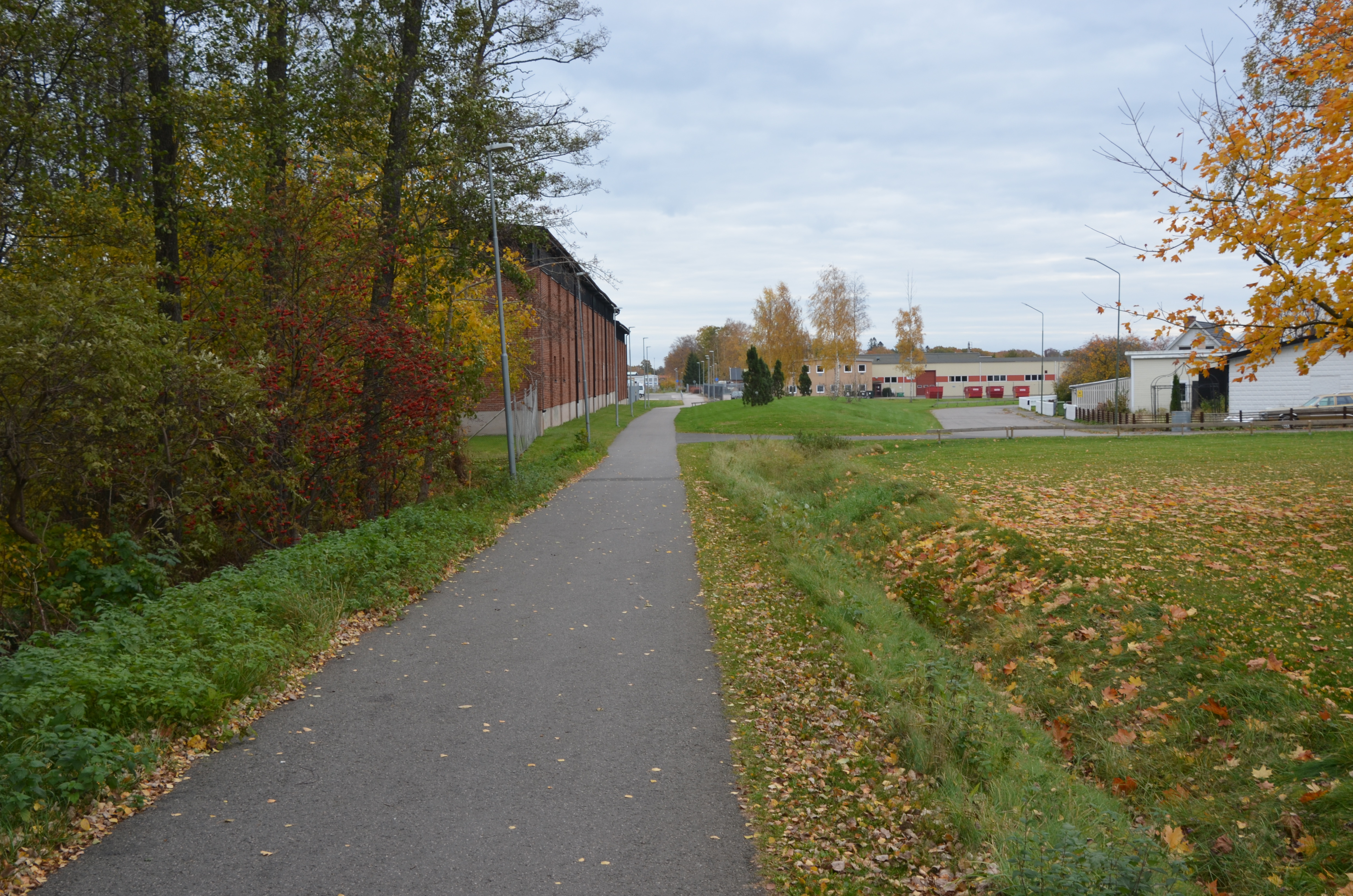
Banvallen åt öster från i närheten av korsningen med Skövdevägen. Till vänster fabriksvägg på Josef Kihlberg AB:s anläggning.

Hjo–Stenstorps Järnväg (HSJ) var en smalspårig järnväg i Skaraborgs län mellan Stenstorp vid Västra stambanan och Hjo vid Vättern. En sidobana gick till Tidaholm. Järnvägen är nedlagd, och spåren revs upp 1968.

## Historik
Västra stambanans framdragning 1858 till Falköping, och 1859 till Töreboda, ledde till stora förändringar av gods- och passagerartrafiken i bygden. De städer och industrier som inte låg utmed stambanan, kom snabbt att inse nödvändigheten att planera sina förbindelser så att kontakt med stambanan lätt kunde nås, allra helst med järnväg. Hjo såg stadens betydelse som hamnstad krympa. Flera av de personer som hade propagerat för att dra stambanan öster om Billingen växlade nu uppfattning till att få tillstånd anslutande linjer till stambanan. De var greve Gustaf Sparre på Almnäs gård, greve Gösta Posse på Vreten och friherre Fredrik von Essen på Kavlås. Dessa engagerade sig nu i järnvägsfrågan. Intresset var också stort bland andra boende i Hjo och i trakterna däromkring. 
Hjo–Stenstorps järnvägsaktiebolag bildades 1871 med aktier tecknade för 360 675 kronor av bland annat Hjo stad och Vulcan tändsticksfabrik i Tidaholm. År 1872 erhölls koncession och ett statligt lån på 240 000 kronor för sträckan Stenstorp–Hjo. Bygget utfördes av järnvägsbyggaren Anders Wallenius, som hade gett kostnadsförslag på banbyggandet samt på fem stationshus. Kontrollant för bygget var kaptenen Anton Ludvig Djurson vid Kungl. Väg- och Vattenbyggnadskåren. Den 39 kilometer långa banan invigdes den 13 november 1873 och hade kostat 570 675 kronor jämför med den beräknade kostnaden på 575 000  kronor inklusive lok, vagnar med mera. Koncessionen för bibanan från Svensbro station till kalkbruket vid Ekedalen erhölls 1874 och den 7 kilometer långa banan var färdig samma år. Den 7 kilometer låga fortsättningen till Tidaholm fick koncession 1875 och den 30 juni 1876 öppnades bandelen för trafik. Kostnaden för delen Svensbro–Tidaholm var 210 000 kronor.
Banan var den första länken av betydelse i smalspårsnätet i Västergötland. Lidköping–Skara–Stenstorps Järnväg anslöt i Stenstorp 1874. Banan hade beräknats för två fot och sju decimaltums spårvidd (802 millimeter), men detta ändrades till tre fot (891 millimeter), som blev den vanligaste smalspåriga spårvidden i Sverige. Bolaget, med huvudsäte i Hjo, fick också tillgång till den nybyggda Hjo hamn från 1874 och 50 år framåt. Från hamnen fanns ångbåtsförbindelse med Hästholmen i Östergötland.
År 1874 inköptes ett lok från Storbritannien.
Banan förbättrades under de första 40 åren och restiden gick från sex timmar med lunchuppehåll i Svensbro ned till under två timmar mellan Hjo och Stenstorp. Ekonomin under de första tjugo åren var mycket svag, men med hjälp av en ny verkställande direktör blev de följande trettio betydligt bättre. Godstrafiken bestod till en stor del av kalktransporter och transporter till och från Tidaholms tändsticksfabrik.
Tidaholm fick en normalspårig anslutning till Södra stambanan, via Tidaholms Järnväg (TJ) 1906. Mellan 1929 och 1939, då TJ köptes av staten, samförvaltades HSJ och TJ med kontor i Tidaholm. HSJ behöll kontoret i Tidaholm fram till 1948, då HSJ köptes av staten och införlivades i dåvarande Statens Järnvägar (SJ). 
Trafiken till Tidaholm från Svensbro lades ned ned 1956, då kalktransporten hade upphört. Persontrafiken upphörde mellan Stenstorp och Hjo 1961. Sträckan lades ned av SJ 1967 och rälsen var uppriven 1968. Det enda som finns kvar är några spår i hamnen, medan delar av banvallen har byggts om till motorfordons- eller cykelväg.

## Stationer
- Stenstorps station
- Dala station
- Svensbro station
- Vretens station
- Fridene station
- Blikstorps station
- Korsberga station
- Mofalla station
- Hjo station

---
- Tidaholms station
- Ekedalens station
- Kavlås station
- Svensbro

## Rullande material
| Ånglok    | Ånglok                  | Ånglok    | Ånglok   | Ånglok                            | Ånglok                                          | Ånglok    |
| HSJ nr    | Namn                    | Levererat | Avyttrat | Öde                               | Tillverkare                                     | Axelföljd |
| --------- | ----------------------- | --------- | -------- | --------------------------------- | ----------------------------------------------- | --------- |
| 1         | Carl IX "Lelle Karl"    | 1873      | 1892     | Sålt till Hellekis                | Kristinehamns Mekaniska Werkstad                | B1        |
| 2         | Alexis Sparre "Sparren" | 1873      | 1919     | Sålt till Ödegårdens kalkbruk     | Kristinehamns Mekaniska Werkstad                | C1        |
| 3/1       | Tidaholm                | 1874      | 1883     | Sålt till Skyllbergs bruk         | Henry Hughes and Company, Loughborough, England | C         |
| 3/2 (5/1) | Nyhammar/Tidaholm       | 1877      | 1902     | Sålt till Mönsterås–Åseda Järnväg | Kristinehamns Mekaniska Werkstad                |           |
| 4         | F.U. von Essen          | 1875      | 1902     | Sålt till Skövde–Axvalls Järnväg  | Kristinehamns Mekaniska Werkstad                | C1        |
| 5/2       | Guldkroken              | 1884      | 1938     | Sålt                              | NOHAB                                           | C         |
| 6         | Gösta Posse             | 1892      | 1946     | Sålt till Uddeholms AB            | NOHAB                                           | 1C        |
| 7         | Hjo                     | 1898      | 1929     | Skrotad                           | Kristinehamns Mekaniska Werkstad                | C         |
| 8         | Kaflås                  | 1902      | 1956     | Skrotad                           | NOHAB                                           | 1C        |
| 9         | Wreten                  | 1906      | 1952     | Skrotad                           | NOHAB                                           | 1B        |
| 10        | Ej namngivet            | 1914      | 1960     | Skrotad                           | NOHAB                                           | 1C1       |
| 11        | Ej namngivet            | 1923      | 1963     | Skrotad                           | Henschel, Kassel Tyskland                       | 1C1       |
| Motorvagn |                         |           |          |                                   |                                                 |           |
| HSJ nr    | Littera                 | Levererat | Avyttrat | Öde                               | Tillverkare                                     | Axelföljd |
| 7         |                         | 1931      |          |                                   | Kalmar Verkstad                                 |           |
| 15        | Xfo                     | 1938      | 1958     | Skrotad                           | DEVA i Västerås                                 |           |
| Rälsbuss  |                         |           |          |                                   |                                                 |           |
| HSJ nr    | Littera SJ              | Levererat | Avyttrat | Öde                               | Tillverkare                                     | Axelföljd |
| 16        | Yo1p                    | 1940      | 1962     | Skrotad                           | Hilding Carlssons Mekaniska Verkstad Umeå       |           |
| 17        | Yo1p                    | 1941      | 1958     | Skrotad                           | Hilding Carlssons Mekaniska Verkstad Umeå       |           |
| 18        | UDFo3p                  | 1941      | 1964     | Skrotad                           | Hilding Carlssons Mekaniska Verkstad Umeå       |           |
| 19        | UCFo7p                  | 1941      | 1961     | Skrotad                           | Hilding Carlssons Mekaniska Verkstad Umeå       |           |
| 20        | Yo1p                    | 1943      | 1962     | Skrotad                           | Hilding Carlssons Mekaniska Verkstad Umeå       |           |

| År   | Godsvagnar | Postvagnar | Personvagnar  |
| ---- | ---------- | ---------- | ------------- |
| 1873 | 65         | 1          | 9             |
| 1877 | 106        | 1          | 10            |
| 1892 | 147        | 1          | 10            |
| 1925 | 263        | 4          | 12 ( 5 boggi) |
| 1947 | 128        | -          | 7 (inkl post) |

## Personal
1873 uppgick personalstyrkan till 35 ordinarie, 2 extraanställda och 3 verkstadspersonal, totalt 40 personer. 1924 hade man ökat till 50 ordinarie, 18 extraanställda, 13 verkstadspersonal och 30 banarbetare, totalt 111 personer. Året för förstatligandet var personalstyrkan 47 ordinarie, 3 extraanställda, 14 verkstadspersonal och 10 banarbetare, totalt 74 personer.
| Gösta Posse        | 1872 - 1888   |
| Reinhold von Essen | 1888 - 1899   |
| Nils Posse         | 1900 - 1919   |
| Hjalmar Nobel      | 1920 - 1921   |
| Helmer Sjöstedt    | 1922 - 1935   |
| Valdemar Lindahl   | 1935-1/7 1948 |

| Gustav Sparre     | 1872 - 1879   |
| Fredrik von Essen | 1879 - 1888   |
| Carl Wennberg     | 1888 - 1897   |
| Helmer Sjöstedt   | 1897 - 1900   |
| Nils Posse        | 1900 - 1919   |
| Helmer Sjöstedt   | 1920          |
| Gustav Posse      | 1920-1/7 1948 |